# Lhotka (okres Frýdek-Místek)
Lhotka (německy Lhotka) je obec v okrese Frýdek-Místek v Moravskoslezském kraji. Leží asi čtyři kilometry severozápadně od Frýdlantu nad Ostravicí. Žije zde 601 obyvatel.

## Historie
První písemná zmínka o obci pochází z roku 1359, kdy je obec zmíněna v soupisu obcí hukvaldského panství. Zakládací listina se nedochovala, její vznik spadá do období tzv. německé kolonizace. Patří k obcím s velkým počtem původních selských statků, což svědčí o tom, že vznikla za lánové kolonizace. 
Velkým zásahem do všech panství, včetně hukvaldského, byla třicetiletá válka. Vesnice byla zpustošená, hospodářství ve velkém nepořádku, za války shořely některé domy. Po třicetileté válce se vrchnosti snažily své grunty zvelebit a zalidnit. Úlevy v placení daní a konání roboty, které byly poskytovány novým osadníkům, lákaly po válce dost lidí. Těžba železné rudy a vápence se ve Lhotce rozvíjí až po roce 1833, kutá se podle těžební mapy na označených parcelách. S těžbou rudy a vápence byly spojeny i další pomocné práce, při kterých se zaměstnávali lhotečtí bezzemci za mzdu. Vytěženou rudu a vápenec vozili povozníci do frýdlantských hutí. Po první světové válce se zde pomalu rozvíjí zemědělství. 

## Obyvatelstvo
| Rok            | 1869 | 1880 | 1890 | 1900 | 1910 | 1921 | 1930 | 1950 | 1961 | 1970 | 1980 | 1991 | 2001 | 2011 | 2021 |
| -------------- | ---- | ---- | ---- | ---- | ---- | ---- | ---- | ---- | ---- | ---- | ---- | ---- | ---- | ---- | ---- |
| Počet obyvatel | 464  | 475  | 477  | 547  | 551  | 521  | 559  | 515  | 553  | 520  | 461  | 415  | 432  | 501  | 543  |
| Počet domů     | 83   | 92   | 94   | 94   | 95   | 96   | 107  | 125  | 133  | 137  | 130  | 150  | 156  | 190  | 219  |

Věková struktura obyvatel obce Lhotka roku 2011

## Obecní symboly
Znak a vlajka byly obci uděleny rozhodnutím předsedy Poslanecké sněmovny Parlamentu České republiky dne 22. ledna 2001.

## Doprava
Celou obcí prochází silnice III/48410, která začíná v sousední obci Metylovice, a končí v obci Kozlovice. Na této silnici je v obci vyznačena taktéž cyklostezka. Lhotkou je také vedena zelená turistická trasa č.4841, spojující Hukvaldy s chatou na Ondřejníku. 
Do Lhotky zajíždí krajské autobusové linky 342, 360 a 637 z Frýdku-Místku, Frýdlantu nad Ostravicí a Kopřivnice. Na území obce se celkově nachází čtyři autobusové zastávky. 
Od 11. prosince 2022 je autobusová doprava ve Lhotce zajišťována taktéž mezikrajskou linkou 985, která spojuje města Rožnov pod Radhoštěm a Ostrava.

## Pamětihodnosti
- Kaplička a krucifix